# Мелитин
Мелитинът е амфифилен пептид, съдържащ се в отровата на обикновената медоносна пчела. Съединението е един от причинителите на алергичната реакция. Счита се, че причинява лизиране, тъй като разрушава фосфолипидите на клетъчните мембрани.
Мелитинът е лабораторно изследван за потенциални противоракови свойства, като се счита, че намалява метастазата на рака на гърдата към белите дробове, нарушава важни клетъчни сигнални пътища, подпомагащи растежа на раковите клетки, при различни видове рак, включително рак на гърдата, меланома, рак на яйчниците и рак на белия дроб.